# Văleni (Călățele)
Văleni (in (HU) Magyarvalkó) è un villaggio del comune di Călățele del Distretto di Cluj, Transilvania, Romania.

## Attrattive turistiche
- Biserica Reformată-Calvină (Chiesa riformata di tipo calvinista). È stata costruita nel 1261 in stile romanico e ricostruita nel 1452, in stile gotico (inizialmente era una chiesa di tipo cattolico romano).
- Biserica de piatră Văleni (Chiesa in pietra di Văleni). All'inizio del XX secolo, la chiesa della collina, costruita nel 1780 assieme al tempio dei Santi Arcangeli Michele e Gabriele (oltre a quella riformata di tipo calvinista), non aveva una capienza sufficiente per contenere i fedeli ortodossi di Văleni. Perciò essi decisero di costruirne una più grande in pietra.

Nel 1931, sotto l'arcipastore Nicolae Ivan, vescovo di Cluj, i parrocchiani di Văleni si sacrificarono concedendo in uso la nuova chiesa, mentre nello stesso anno quella precedente venne venduta per 25000 lei ai fedeli di Aghireșu.
Nel 1982 il pittore Ceicu Gabriela Raluca ha ritratto un affresco di San lăcaș.
Nel 2002 è stata eretta di fronte alla chiesa una croce-monumento in memoria degli eroi della patria caduti nella prima guerra mondiale (Vlaic Petre, Vlaic Ioan, Vlaic Mihai, Sacaliș Ioan) e della seconda guerra mondiale Cioban Gheorghe, Chiorean Ioan, Fodor Simion, Tat Teodor, Toadere Iosif, Vușcan Adrian.

## Galleria d'immagini

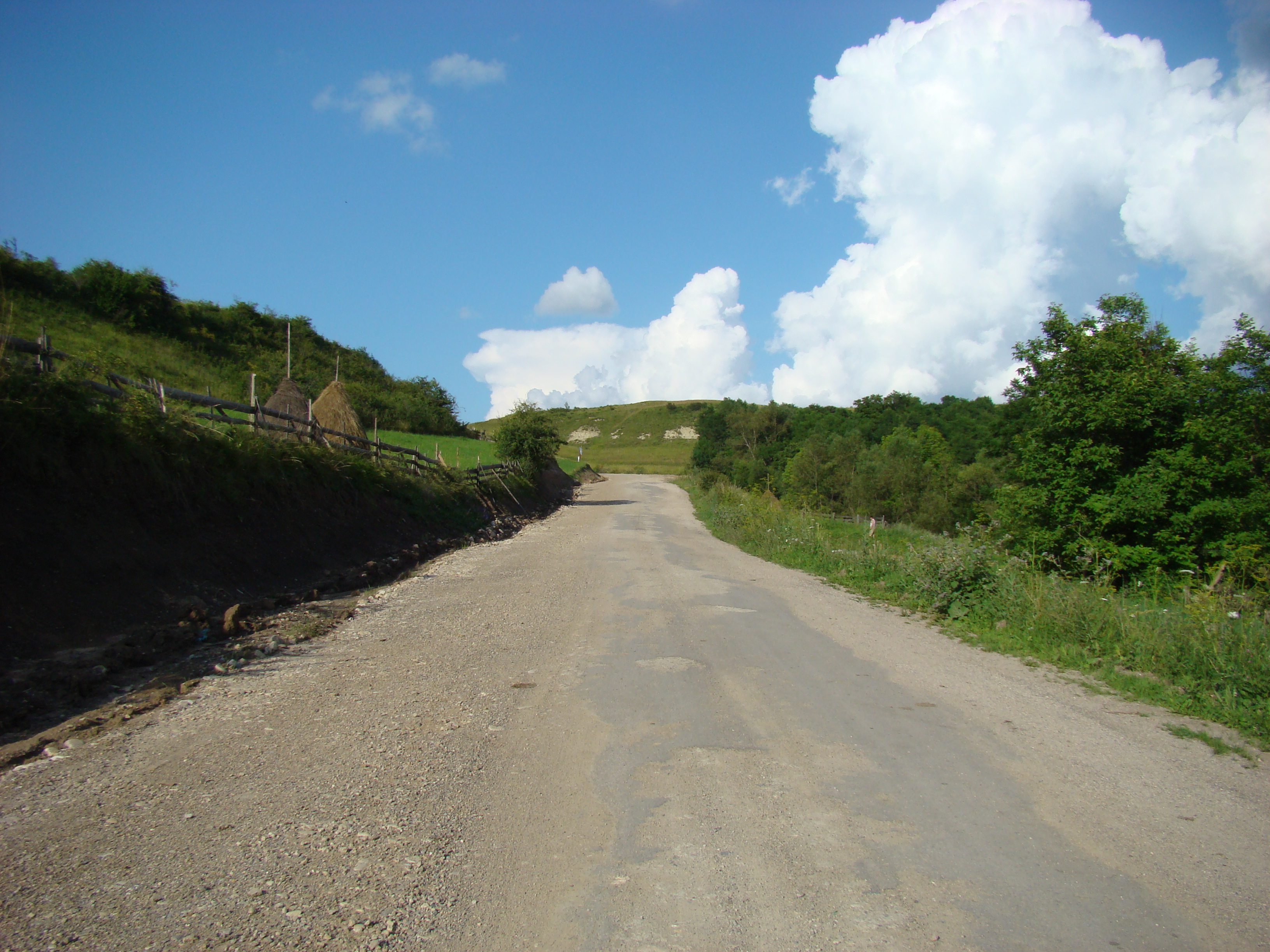
La strada da Mănăstireni a Văleni
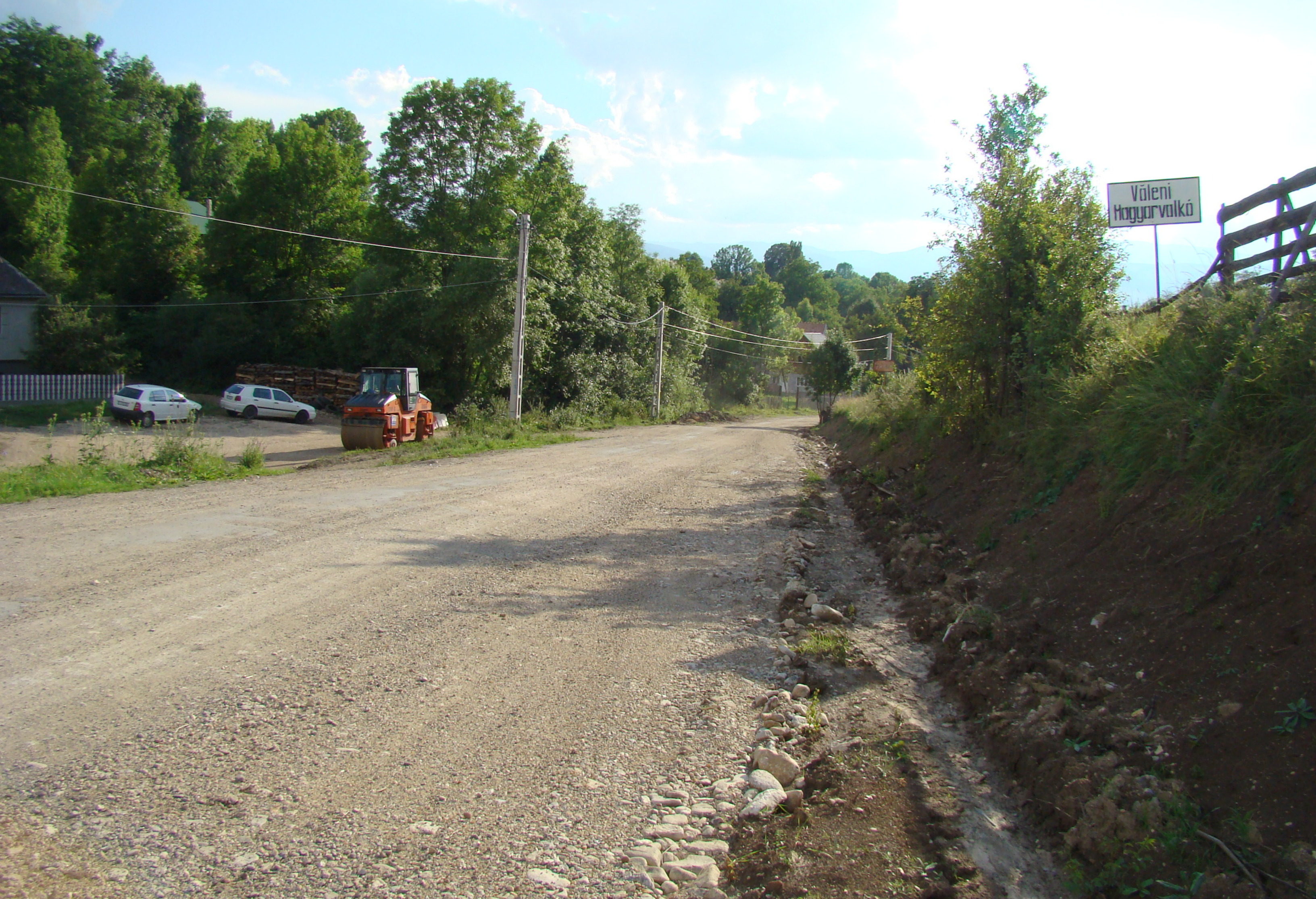
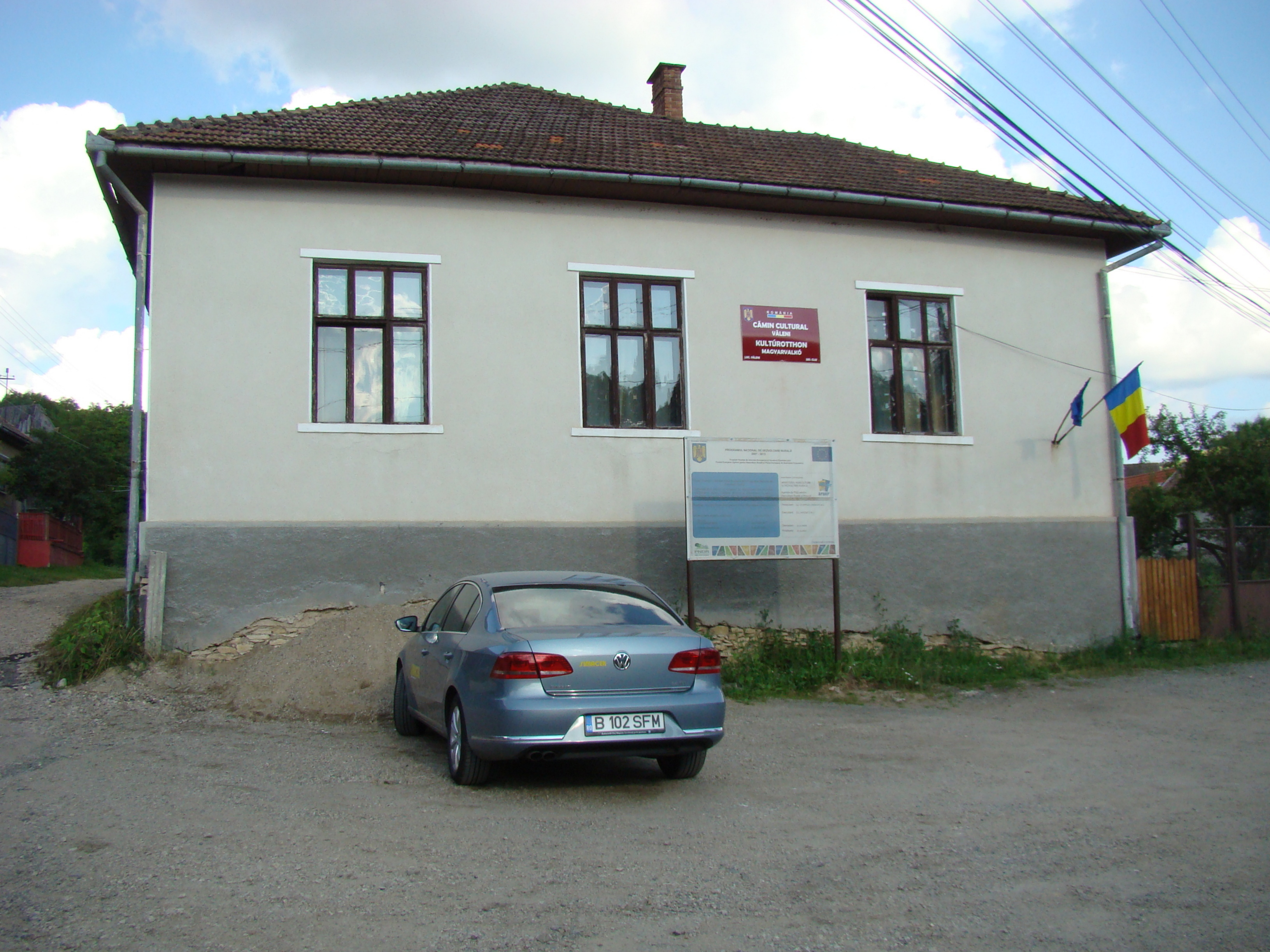
Il centro culturale
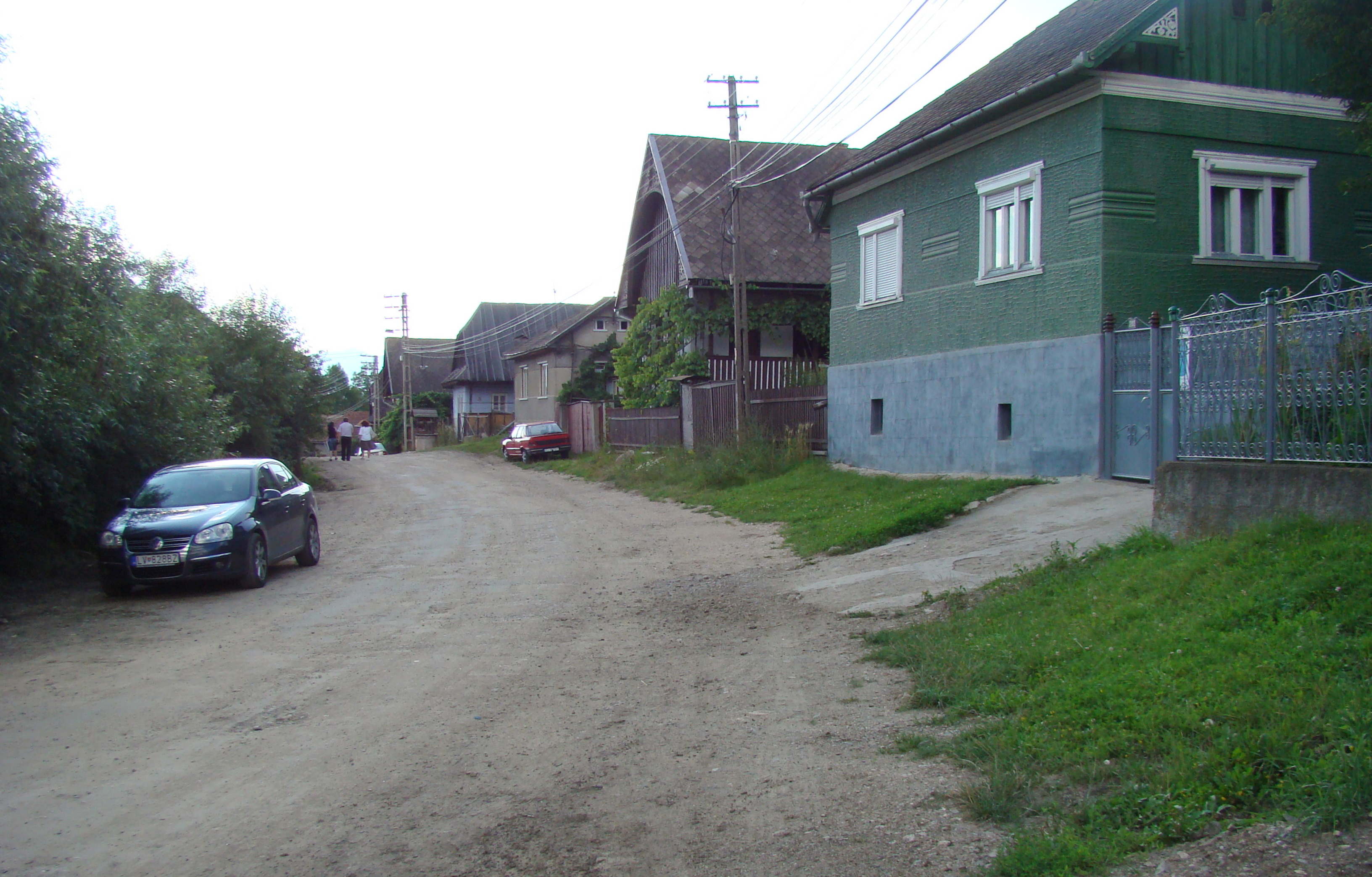
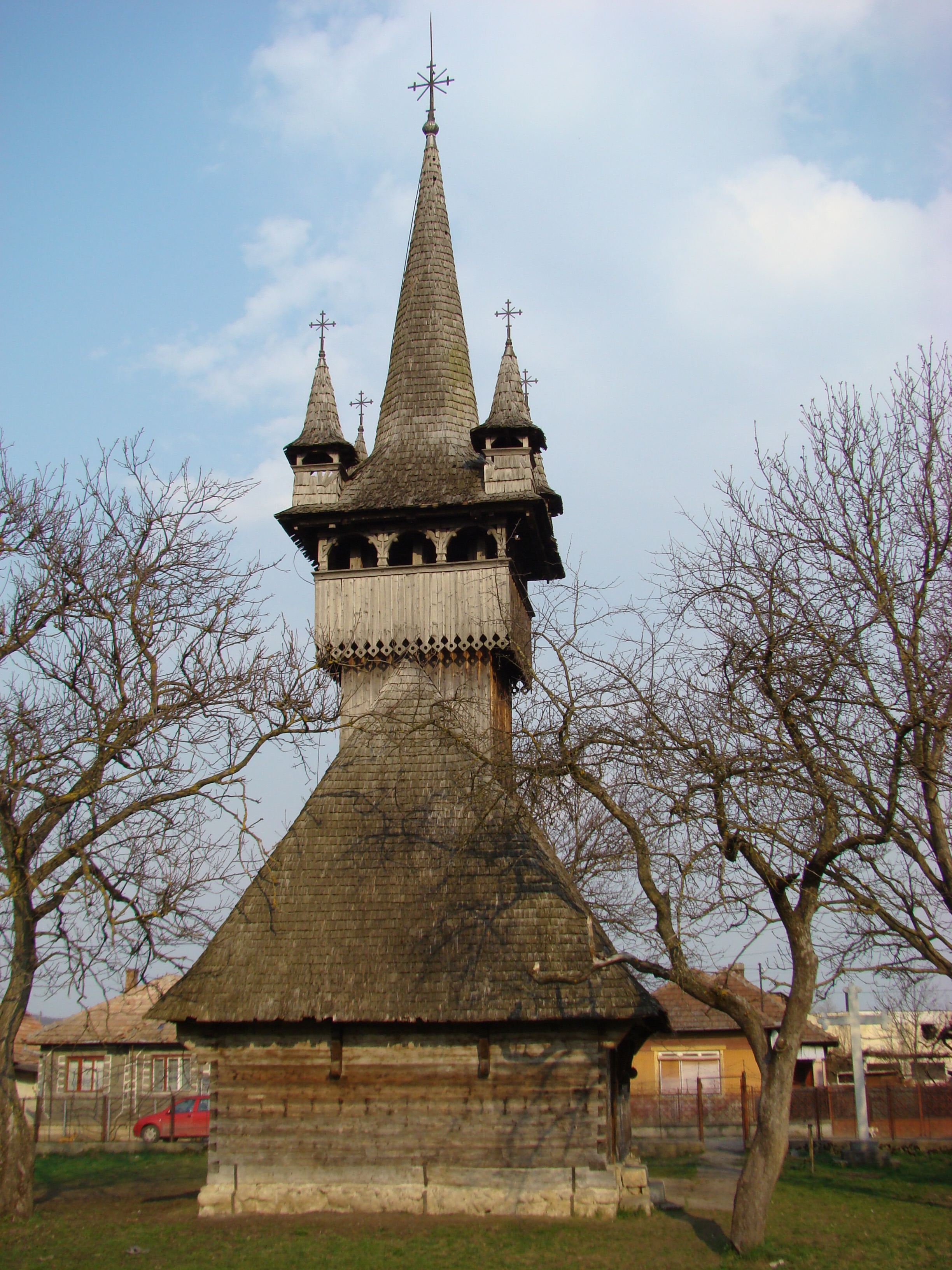
La chiesa di legno dei "Santi Arcangeli”, attualmente situata ad Aghireșu
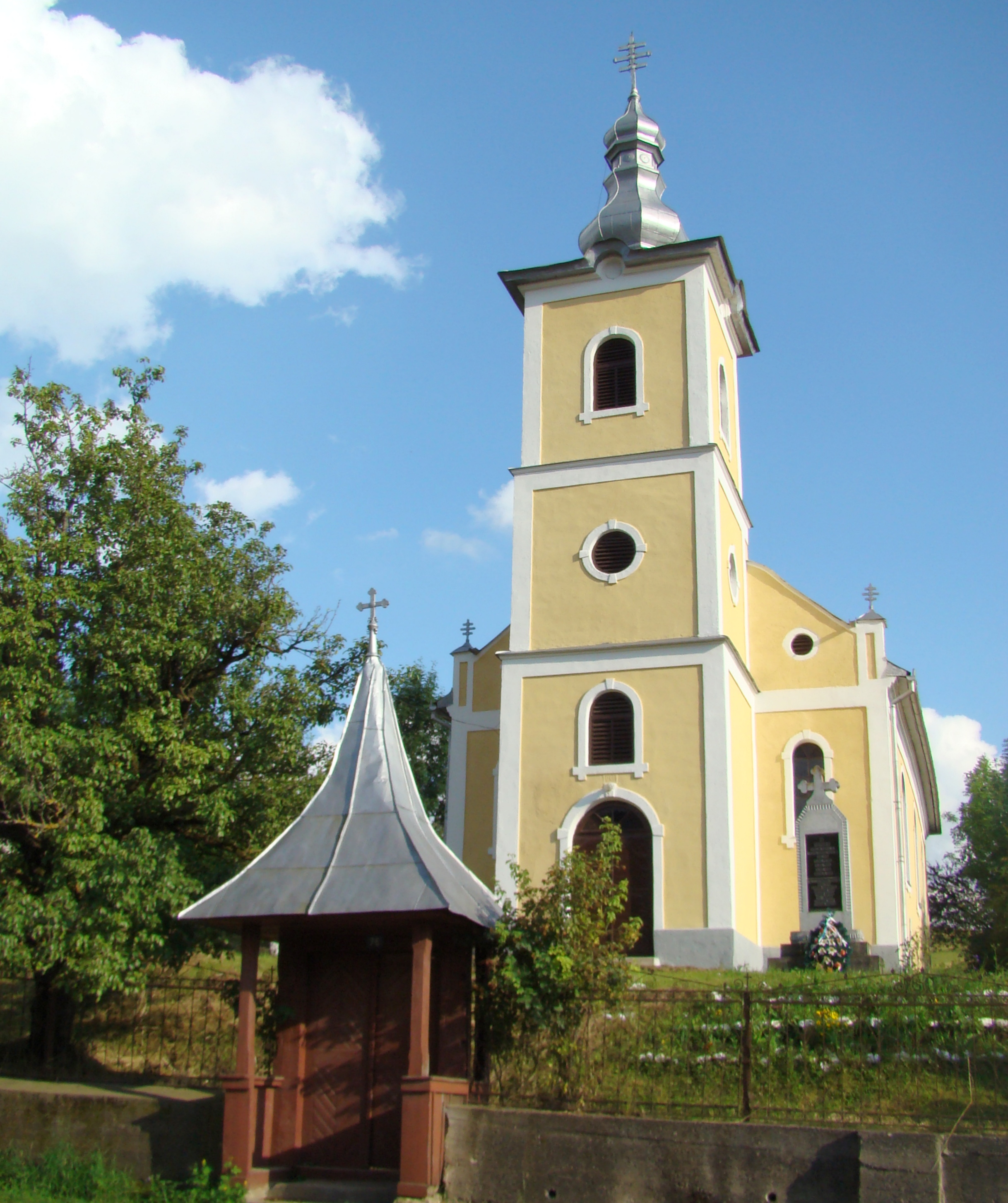
La chiesa ortodossa
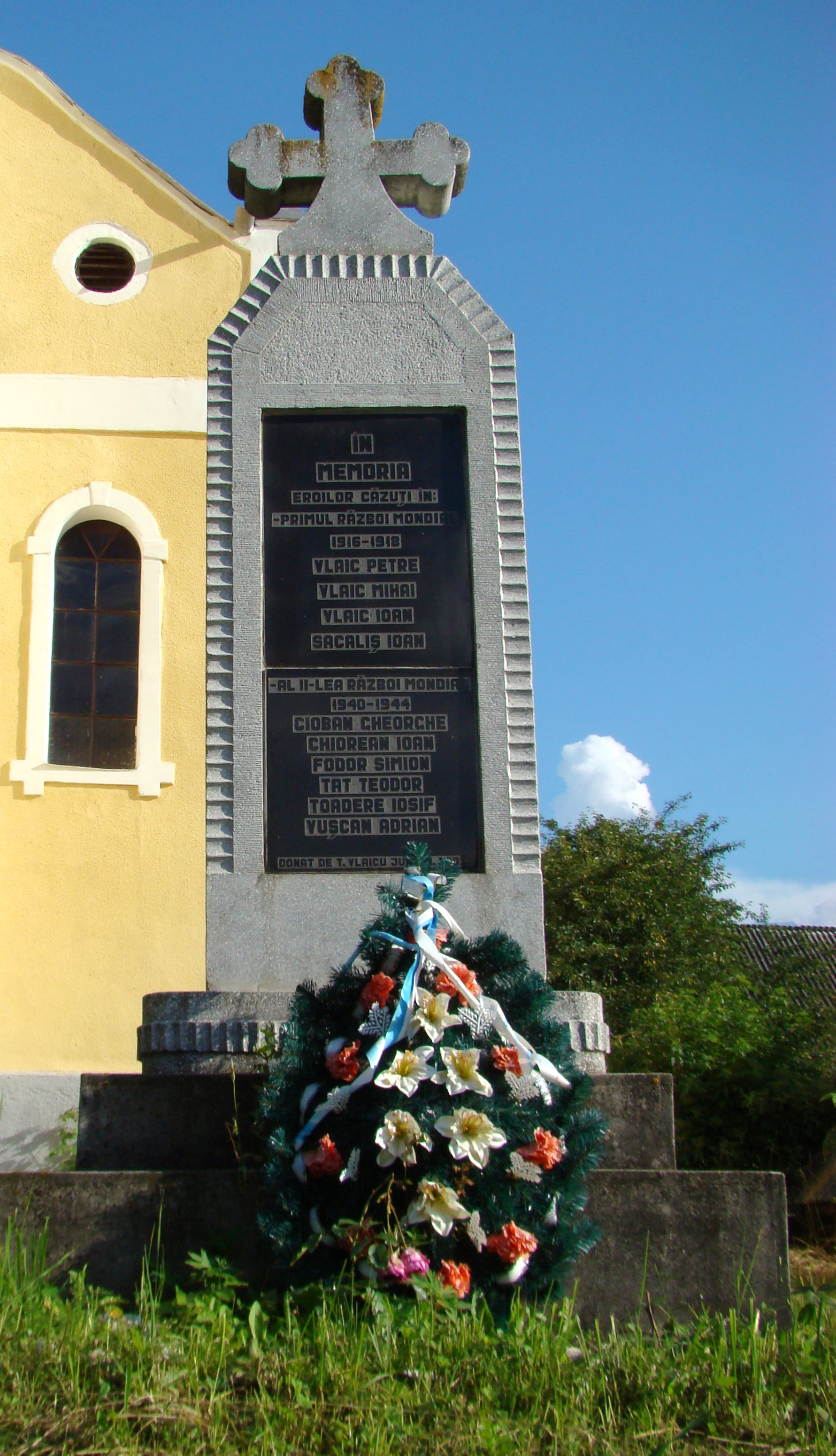
Il monumento agli Eroi
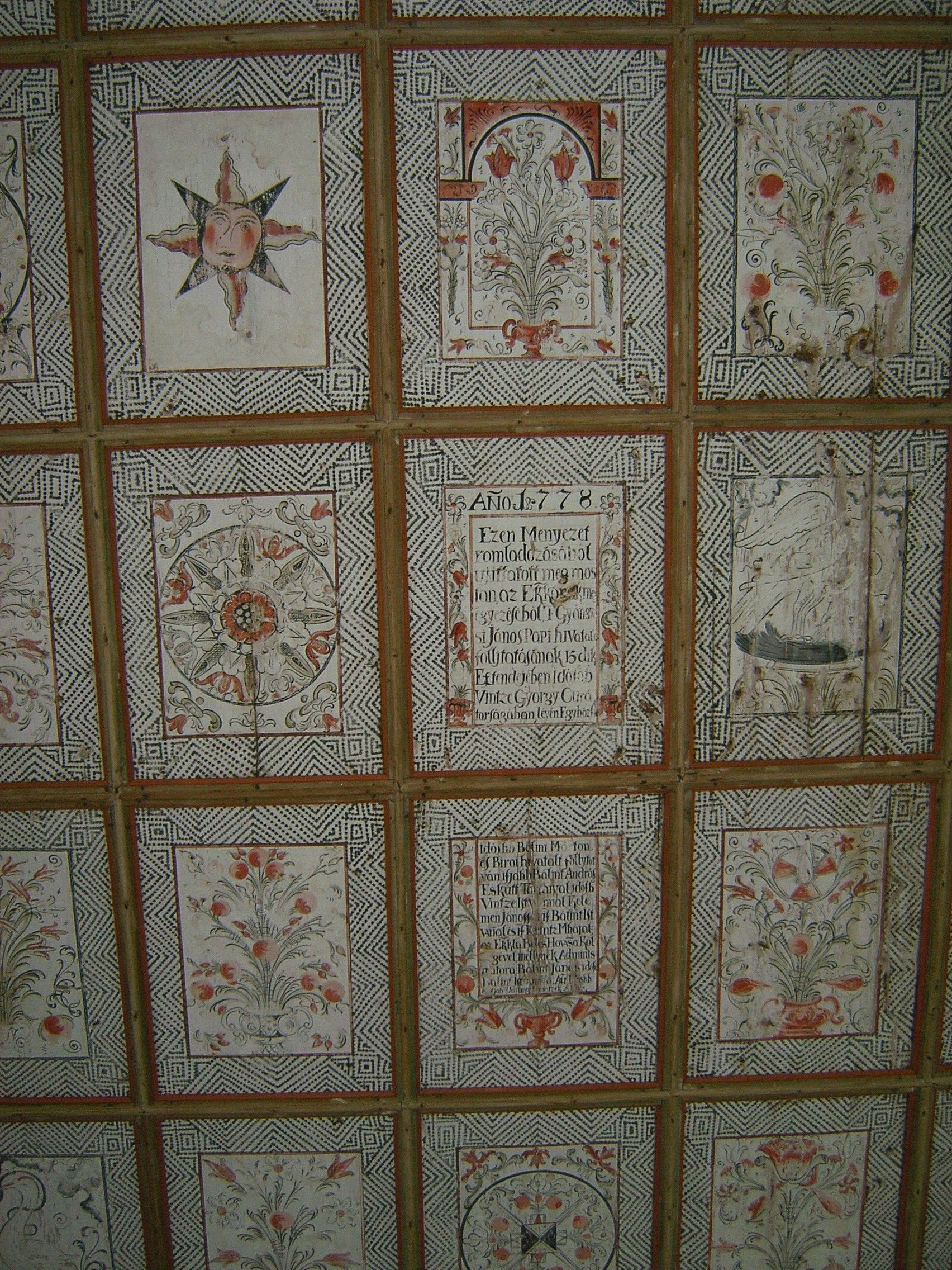
Interno a cassone della chiesa riformata (monumento storico)
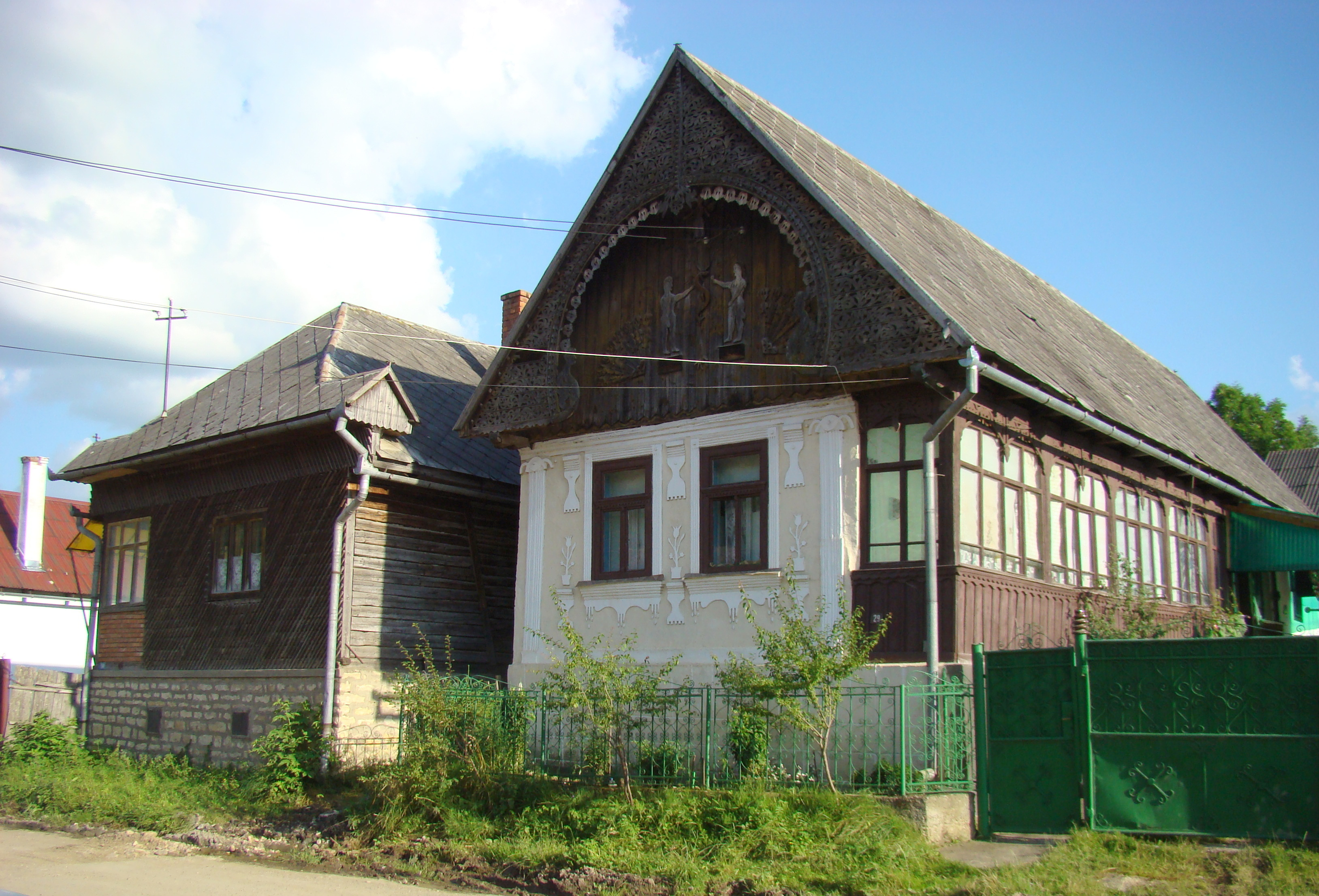
Case tradizionali della regione di Călatele